# Johann Ludwig Christian Gravenhorst
Johann Ludwig Christian Carl Gravenhorst (14 de novembro de 1777 – 14 de janeiro de 1857), ou também Jean Louis Charles ou Carl, foi um zoologista e entomologista alemão.

## Espécies descritas por Gravenhorst
- Rana crancrivora, a frog (1829)

## Trabalhos
- Monographia Coleopterorum Micropterorum. Göttingen: Henricus Dieterich, xvi+248 pp, tabula. (1802)

Click for PDF:[ligação inativa]
- Coleoptera Microptera Brunsvicensia nec non exoticorum quotquot exstant in collectionibus entomologorum Brunsvicensium in genera familias et species distribuit. Braunschweig: Carolus Reichard, lxvi+207 pp. Gravenhorst, J.L.C (1806)

Click for PDF:[ligação inativa]
- Ichneumologia Europaea. Vratislaviae, sumtibus auctoris. 3 volumes (including supplement). pp. xxxi, 827, (4); 989; 1097, with 2 engraved plates and 2 folded tables.(1829) - Contents I: Generalia, Ichneumones, Supplementa, Indices - II: Tryphones, Trogos, Alomyas, Cryptos - III: Pimplas, Metopios, Bassos, Banchos, Ophiones, Hellwigias, Acaenitas, Xoridas, Supplementa.

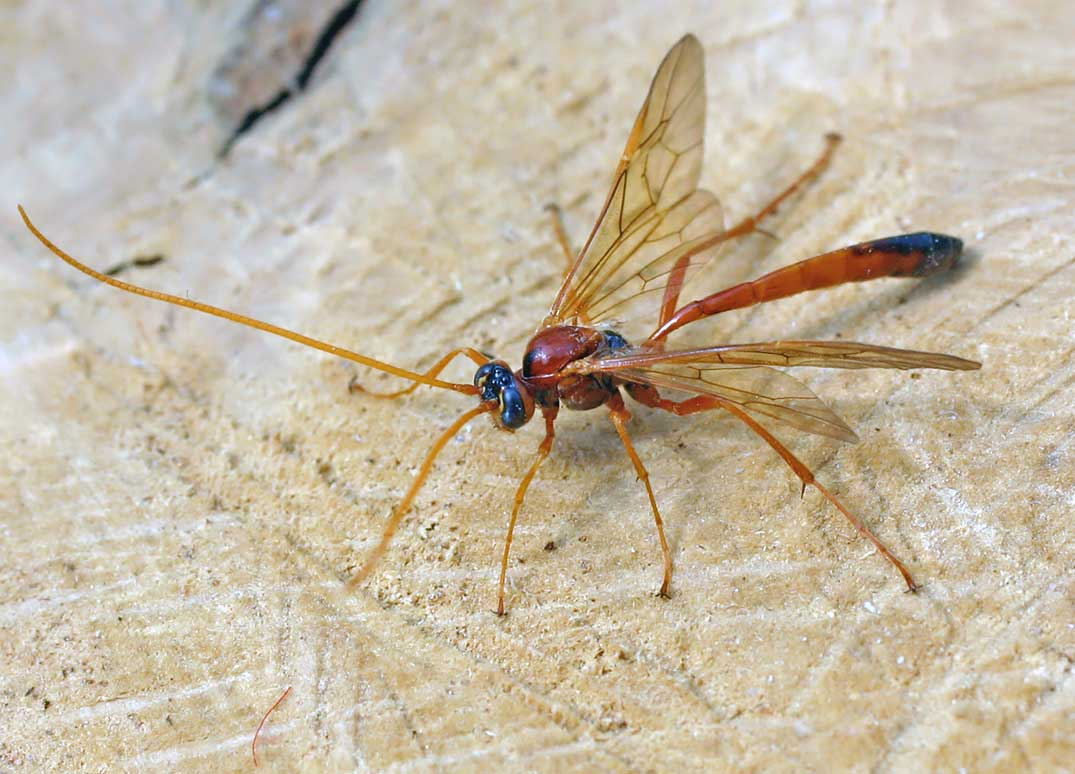
Ophion ventricosus.